# لیدز (داکوتای شمالی)
لیدز(به انگلیسی: Leeds) شهری در ایالت داکوتای شمالی کشور ایالات متحده آمریکا است که جمعیت آن در سرشماری سال ۲۰۱۰ میلادی، ۴۲۷ نفر بوده‌است.